# اتصالات المجموعة الكبيرة

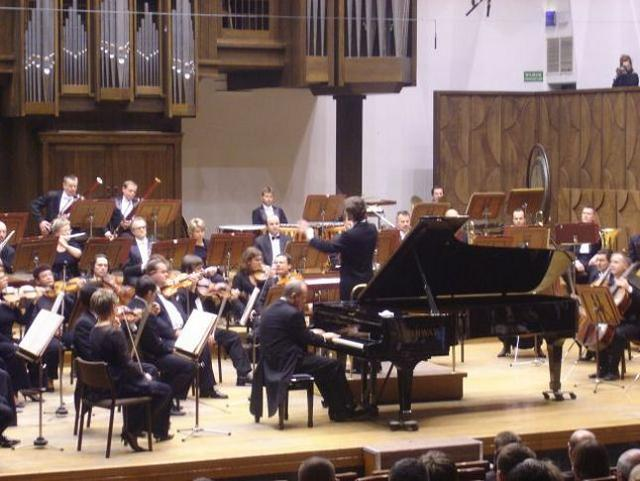
الحفلات الموسيقية من أمثلة اتصالات المجموعة الكبيرة

اتصالات المجموعة الكبيرة (بالإنجليزية: Large-group communication)‏ هو اتصال في مجموعات تتراوح بين عشرين شخصًا إلى عدة آلاف. وعلة النقيض من اتصالات المجموعة الصغيرة [الإنجليزية]، فهذه المجموعات كبيرة جداً لدرجة أنه لا يمكن الحفاظ على حوار بين أعضائها. وبخلاف الاتصال الجماهيري، تسمح اتصالات المجموعة الكبيرة للمستمعين بإعطاء ردود فعل وملاحظات على المتحدثين. ومن أمثلة ااتصالات المجموعة الكبيرة المحاضرات والحفلات الموسيقية.